# Heinrich von Borcke

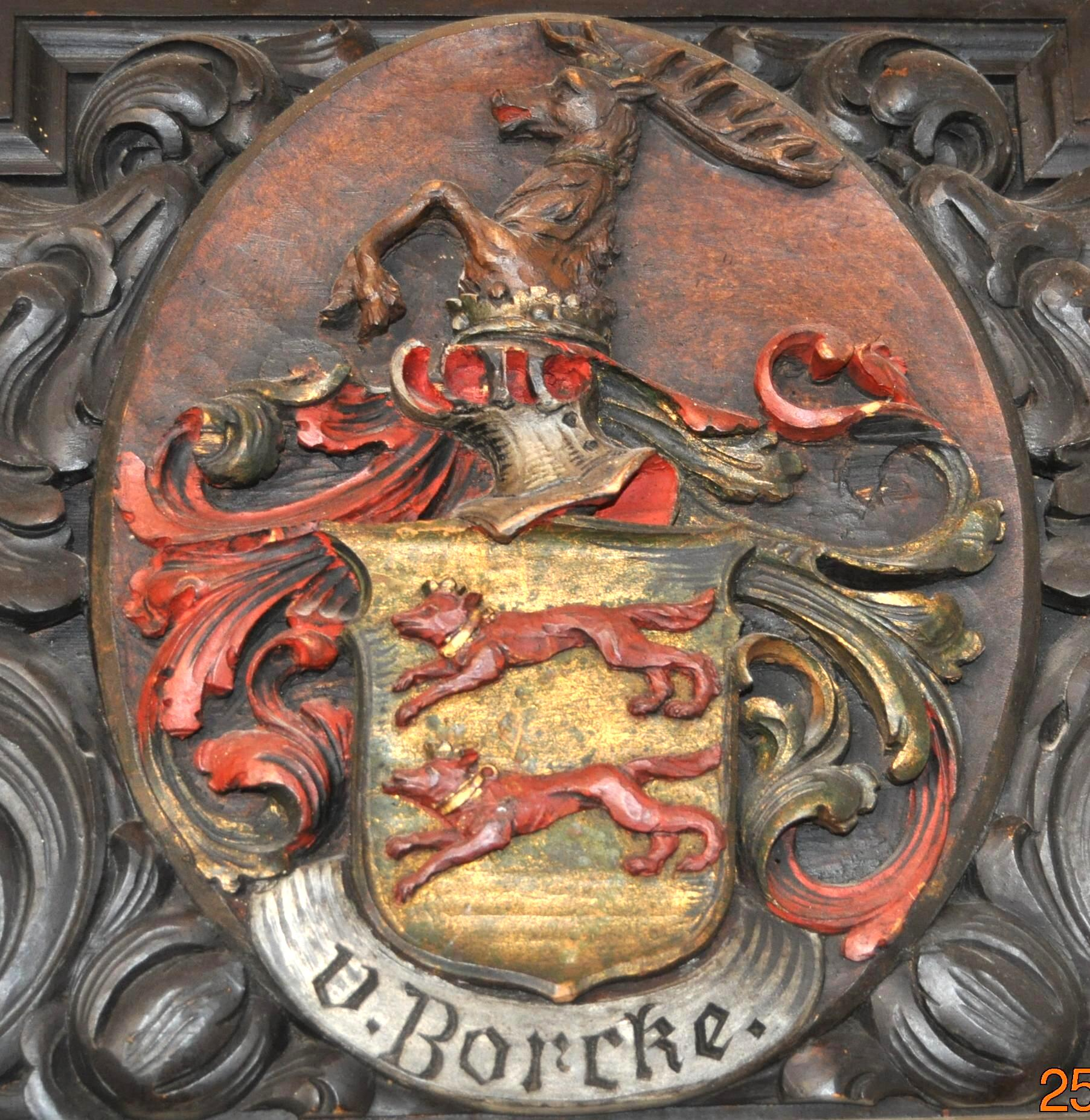
Herb rodowy

Heinrich von Borcke (zm. 1497) – znany na Pomorzu Zachodnim jako Czarny Rycerz z Łobza (niem. Schwarze Ritter) z rodu Borków, pan na Łobzie (1460–1496), Złocieńcu (1450–1470), Pęzinie i innych, który znacząco powiększył majątki i znaczenie tego rodu na Pomorzu.

## Życiorys
Występuje na Pomorzu w latach 1460–1496 jako poddany i zaufany doradca, komornik w Marchii Brandenburskiej i księstwie pomorskim, oraz świadek i sędzia w sprawach cywilnych miejscowego rycerstwa. W latach 1467–1470 był wójtem w Nowej Marchii, bronił Recza i Choszczna przed Erykiem II, wyprawiał się na Szczecinek, wykupił od rodu Wedlów część dóbr złocienieckich, nabył od joannitów Pęzino, które wcześniej do 1382 było w posiadaniu tego rodu. Początkowo w 1450 nabył część zamku w Złocieńcu, właściciel Łobza (1460–1496) i okolic (np. Zajezierze (1470) i Grabowo – następnie jego syn Karsten von Borcke), oraz miejscowości Pęzino (1492/1493), Barzkowice, Brudzewice i był też wójtem Szadzka (1479). Brał udział w uwolnieniu w Koszalinie księcia Bogusława X w 1480, oraz w jego pielgrzymce do Ziemi Świętej.

## Rodzina
Ojcem Czarnego Rycerza był Henning (Jüngere) von Borck (?-1462) znany także jako Henning III a matką Margarethe Beninga von Wedel (1420-?). Miał brata Branda i był ojcem dwóch synów Carstena von Borcke i Adriana von Borcke.